# Adderbury
Adderbury est un village et une paroisse civile anglais situé dans le comté de l'Oxfordshire. En 2011, sa population était de 2 819 habitants.

## Toponymie
Le toponyme du village a subi plusieurs changements d'orthographe. La plus ancienne trace connue se trouve dans un document du milieu du Xe siècle.
Le Domesday Book l'enregistre comme « Edburgberie », ce qui signifie « ville d'Eadburg ».

## Vie locale
Une boutique et une  bibliothèque se trouvent dans la rue principale.
Le parc d'affaires de Banbury est un modeste groupe d'immeubles de bureaux et d'approvisionnement sur Aynho Road, à l'est de la paroisse.
Adderbury abrite une école primaire liée à l'Église d'Angleterre : l'école Christopher Rawlins.
Adderbury a quatre pubs:
- Bell Inn[2] sur High Street (Hook Norton Brewery).
- Coach and Horses[3], près de l'espace vert (Wadworth Brewery).
- Pickled Ploughman[4] anciennement The Plough Inn, à Aynho Road.
- Red Lion[5] près du Green (Greene King Brewery).

Le tennis et le squash peuvent se pratiquer localement. L'Institut des femmes, les clubs de photographie, de cinéma, de cyclisme et de jardinage, l'Association patrimoine et histoire, les clubs Adderbury Bowls, les clubs de football et de cricket, les clubs Adderbury Rainbows et le 1er Adderbury Scouts, la Mothers' Union, le Club des années soixante, le jardinage Club et le théâtre amateur (Adderbury Theatre Workshop) animent la vie locale.
En 1977, un concours de talents a eu lieu dans le cadre des célébrations d'Adderbury du Silver Jubilee d'Élisabeth II. Ce fut un tel succès que l'Adderbury Theatre Workshop fut formé. Depuis lors, chaque année, l'Institut du Village a accueilli plusieurs spectacles dramatiques et musicaux dont des pantomimes, des cabarets et des pièces de théâtre. En 1984, des membres de l'Adderbury Theatre Workshop se sont produits au Cropredy Festival où ils ont interprété la « Pheasant Pluckers Song ». [citation nécessaire]